# Ifalik Village
Ifalik Village är en ort i Mikronesiska federationen.   Den ligger i kommunen Ifalik Municipality och delstaten Yap, i den västra delen av landet, 1 500 km väster om huvudstaden Palikir. Ifalik Village ligger 13 meter över havet och antalet invånare är 561. Den ligger på ön Ifalik.
Terrängen runt Ifalik Village är mycket platt.  Det finns inga andra samhällen i närheten. 